# سیارک ۶۷۱۰
سیارک ۶۷۱۰ (به انگلیسی: 6710 Apostel، نامگذاری:1989GF4) شش هزار و هفتصد و دهمین سیارک کشف شده‌است که در ۳ آوریل ۱۹۸۹ کشف شد.
قدر مطلق سیارک برابر ۱۲٫۶۰ است.